# Callionymus sphinx
Callionymus sphinx är en fiskart som beskrevs av Hans W. Fricke och Heckele, 1984. Callionymus sphinx ingår i släktet Callionymus och familjen sjökocksfiskar. Inga underarter finns listade.